# Elsornis keni
Elsornis keni (Елсорніс) — вид викопних енанціорносових птахів, що мешкав в крейдяному періоді (80 млн років тому). Викопні рештки знайшли у пластах формації Дядохта у пустелі Гобі, Монголія в 2007 році.
Голотип, що являє собою неповний кістяк, зберігається під номером MPD — B 100/201 у колекції Палеонтологічного монгольського центру.

## Етимологія
Рід Elsornis походить від монгольського слова «Елс», що означає «пісок» і грецького слова «Ornis» — «птах». Видова назва «keni» в честь пана Кен Хаяшібара.